# Polinezia

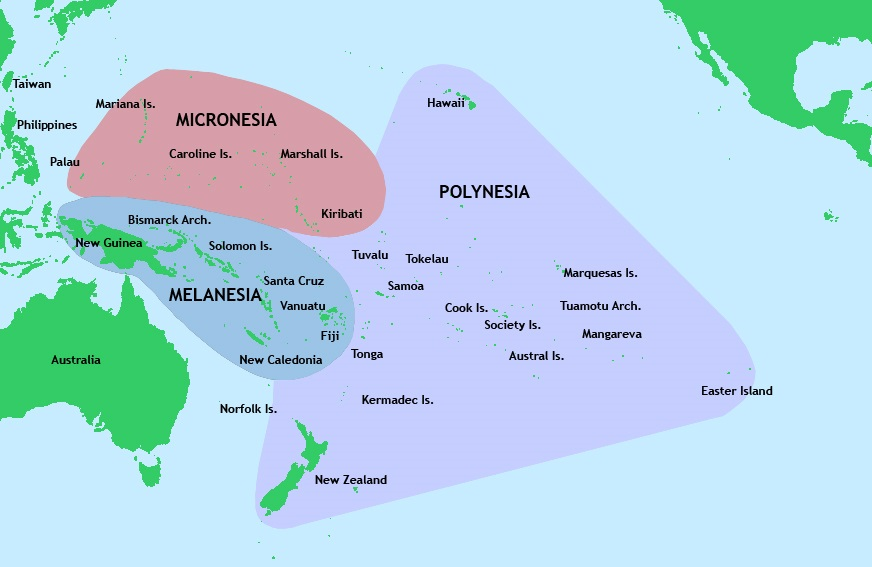
Harta Polineziei

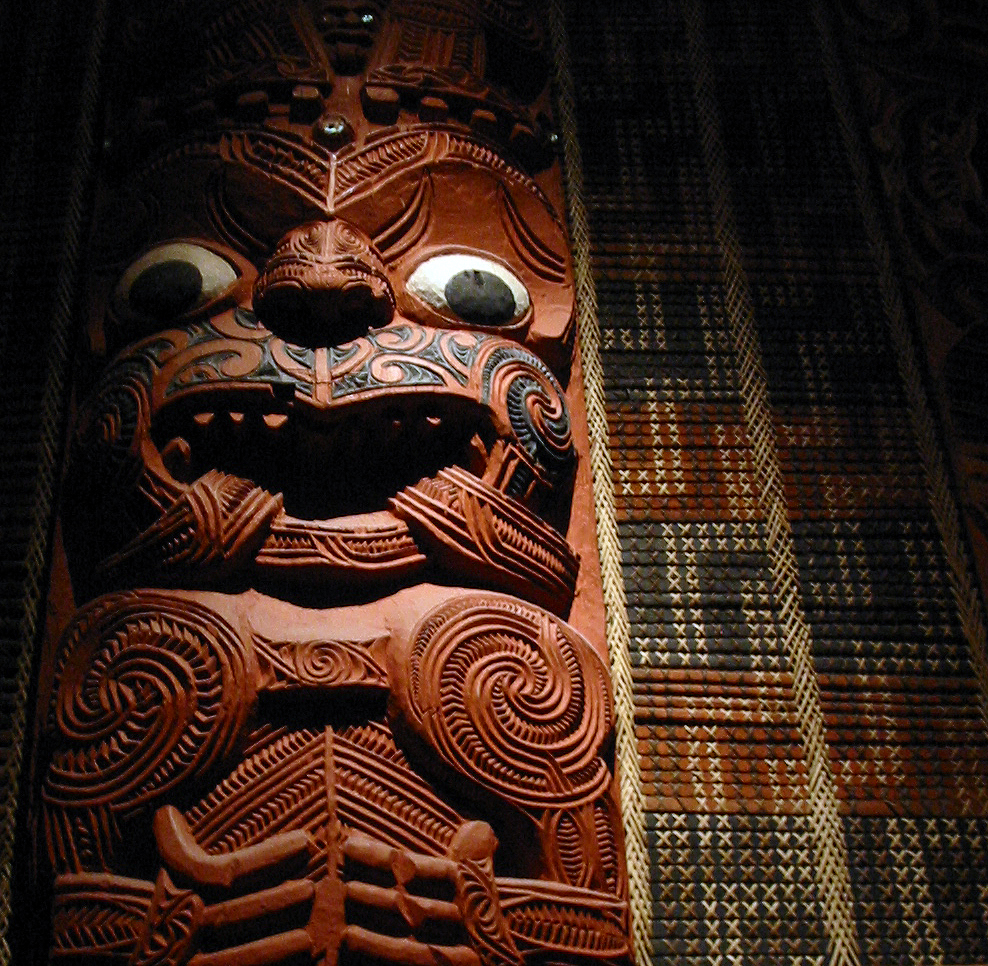
Sculptură maoră

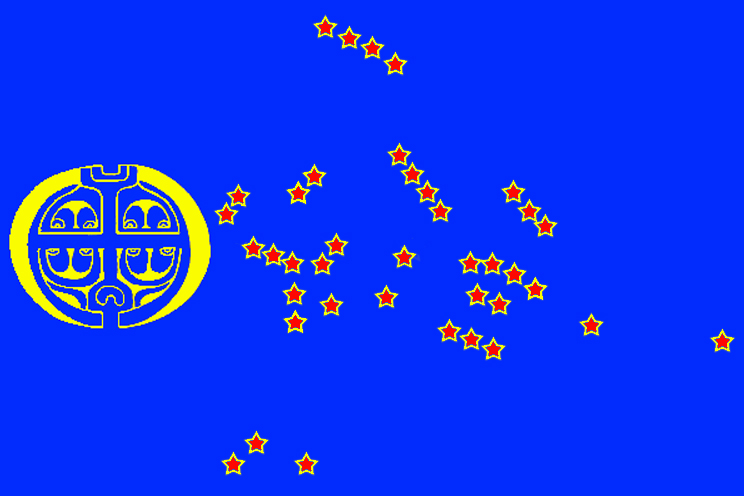
Steagul popoarelor polineziene

Polinezia (greacă πολύ poly - mult; νῆσοι nēsoi - insule) este denumirea folosită prima dată de Charles de Brosses în 1756 si se referă la un teritoriu întins de 50 milioane km² din Pacificul de est, presărată cu numeroase insule.

## Date geografice
Polinezia cuprinde un număr de peste 1000 de insule și grupuri de insule, teritoriul se întinde de la  insulele Hawaii, situate în nord, până la Noua Zeelandă în sud-vest, și în sud-est până la insula Paștelui (Chile). Granița de vest a Polineziei este limitată de insulele Glibert (Micronezia) și Tuvalu. Suprafața totală a insulelor polineziene atinge cifra de 294.000 km², din care numai Noua Zeelandă are  270.534 kmA². Depărtarea dintre unele insule sau grupe de insule ating în mod frecvent mai multe mii de kilometri. Caratecistica acestei regiuni de pe glob sunt teritoriile uriașe de apă. O altă trăsătură comună a Polineziei este originea insulelor care cu excepția Noii Zeelande au făcut parte din continentul Antarctic, și că au o serie de vulcani activi, vulcani care în perioada ultimei glaciațiuni au fost vulcani submarini. Unii dintre acești vulcani se aflau la adâncimi mai mici sau peste 100 de m, ceea ce a favorizat dezvoltarea recifelor de corali și formarea de insule. Prin încălzirea globală a pământului, care duce la scăderea nivelului oceanelor, se periclitează existența bancurilor de corali. În timpul furtunilor intense, apa mării inundă teritorii insulare, care duce la reducerea rezervelor de apă potabilă și periclitarea plantelor, prin crestearea salinității apei de pe insule. Există teorii care afirmă că populația insulelor va fi nevoită să părăsească în viitor insulele mai mici. Curentul ecuatorial traveseaza Polinezia de la vest spre est la suprafață, iar în adâncime curge curentul rece arctic.

## Țări din Polinezia
| State independente                             | State independente |
| ---------------------------------------------- | --- |
| Insulele Cook                                  | in asociatie cu Noua Zeelandă |
| Kiribati                                       | independent (insulele Phoenix si insulele Liniei)                                                                                                  |
| Noua Zeelandă                                  | independent |
| Niue                                           | in asociatie cu Noua Zeelandă |
| Samoa                                          | independent |
| Tonga                                          | independent |
| Tuvalu                                         | independent (Insulele Ellice) |
| Teritorii dependente                           | |
| Samoa americană                                | teritoriu USA |
| Polinezia franceză                             | Colectivitate de peste mări (POM = Pays d'outre-mer) Franța (Insulele Societății, Tuamotu, Insulele Marchize, Insulele Gambier, Insulele australe) |
| Hawaiʻi-Insule                                 | stat federal USA |
| Insula Paștelui                                | teritoriu Chile |
| Insulele Pitcairn                              | Marea Britanie Colonie a coroanei britanice |
| Tokelau                                        | teritoriu Noua Zeelandă |
| Wallis și Futuna                               | teritoriu Franța |
| Unele enclave in afara triunghiului polinezian | |
| Anuta                                          | o parte din insulele Solomon |
| Emae                                           | o parte din Vanuatu |
| Kapingamarangi                                 | o parte din statele federale din Micronezia |
| Mele                                           | o parte din Vanuatu |
| Nuguria                                        | o parte din Papua Noua Guinee |
| Insulele Nukumanu                              | o parte din Papua Noua Guinee |
| Nukuoro                                        | o parte din statele federale din Micronezia |
| Ontong Java                                    | o parte din Solomon |
| Pileni                                         | o parte din Salomon |
| Rennell                                        | o parte din Solomon |
| Sikaiana                                       | o parte din Solomon |
| Tikopia                                        | o parte din Solomon |
| Takuu                                          | o parte din Papua Noua Guinee |